# 霍洛贝
51°4′57″N 25°0′39″E / 51.08250°N 25.01083°E

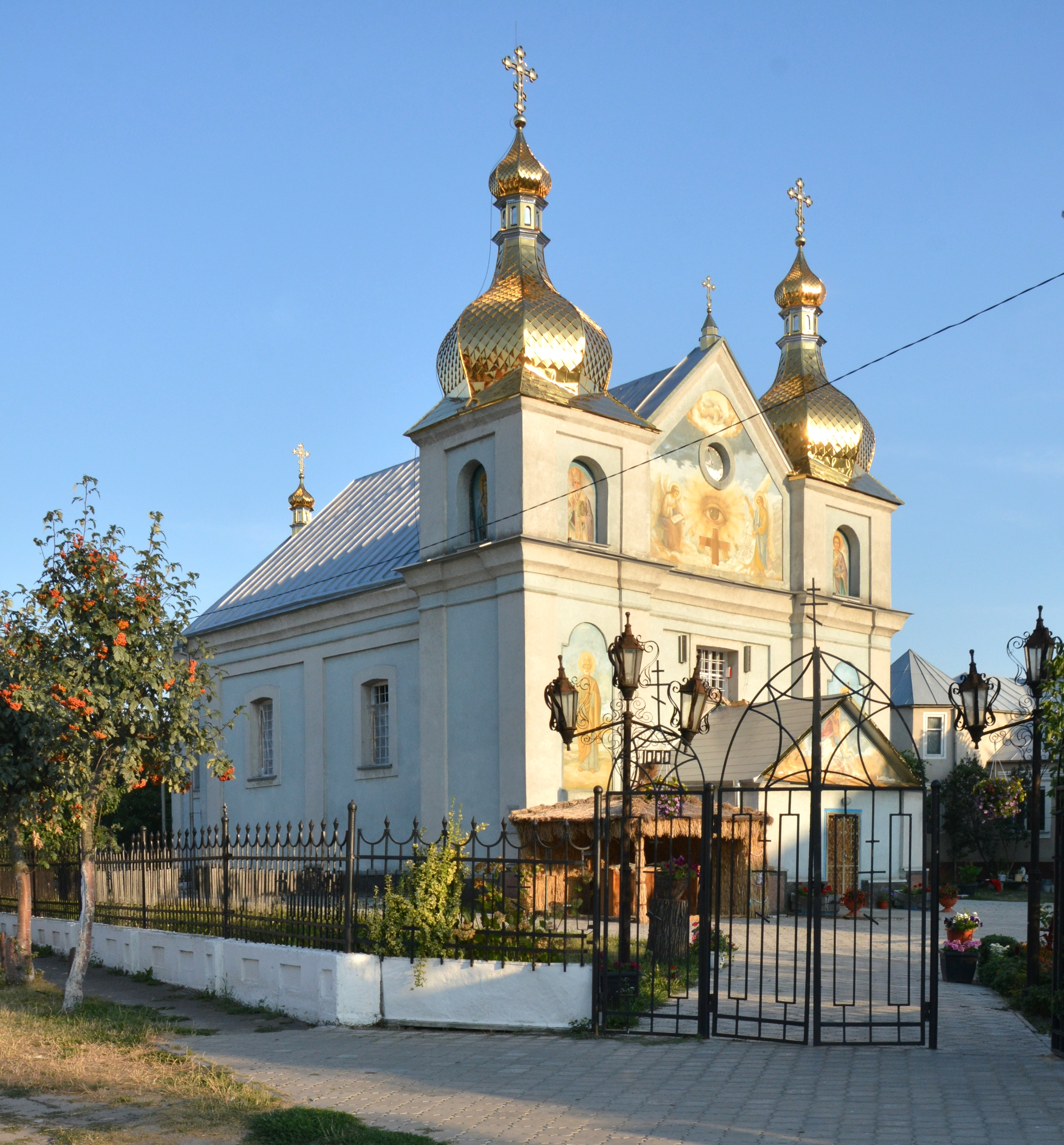
教堂

霍洛贝（羅馬化：Holoby），又按俄语名译为戈洛贝，是位於烏克蘭西部沃倫州科韋利區霍洛贝市镇的鎮，處於州府盧茨克以南43公里，面積0.57平方公里，海拔高度185米，2024年人口3,790，人口密度每平方公里7.25人。

## 備註
1. ↑  俄語：